# Carpione

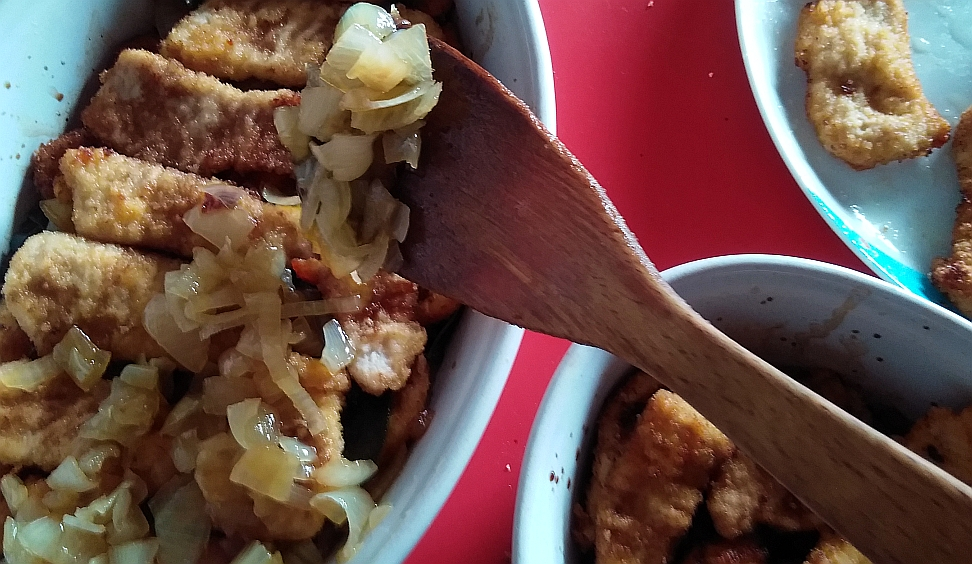
Kalkoenbiefstuk in carpione

Carpione (Campania, Apulië: scapece; Veneto: saòr) is een bereiding die gebruikt wordt om vlees, vis en groenten te marineren. Het is typisch voor de Piemontese keuken.

## Geschiedenis
De bereiding van voedsel als karpers is vrij oud en is op het platteland ontstaan vóór de verspreiding van de koelkast, onder meer omdat voedsel op die manier langer kon worden bewaard dan op andere manieren, vooral in de zomer. Marineren heeft ook het voordeel dat het de moddersmaak, die zoetwatervissen als karper (waaraan de bereiding haar naam ontleent) en zeelt vaak hebben, verdoezelt. Vanuit de boerenwereld verspreidde deze manier van eten koken zich naar de middenklasse via de plattelandsvrouwen die voor rijkere stadsfamilies werkten.

## Recept
De marinade wordt gemaakt door uien te sauteren en op smaak te brengen met salie, laurier, eventuele andere kruiden en peper. Wanneer de uien "verwelkt" zijn, wordt de azijn toegevoegd (wijn kan ook worden toegevoegd) en laat men alles verdampen en sudderen. De vis of het vlees wordt met bloem bestrooid, gebakken en in stukken gesneden. Zodra ze koud zijn, wordt de marinade erover gegoten en laat men ze in de koelkast marineren gedurende minstens een paar uur, maar een hele dag is beter.
Voedsel wordt gewoonlijk koud geserveerd, indien gewenst gegarneerd met witte uienringen. Ze zijn vooral populair in de zomer. Ze kunnen zowel als voorgerecht als hoofdgerecht worden gebruikt.
Vlees, vis en groenten zoals courgettes kunnen gemarineerd worden.